# Drag Race Thailand (prima edizione)
La prima edizione di Drag Race Thailand è andata in onda in Thailandia a partire dal 15 febbraio 2018 al 5 aprile 2018 sull'emittente nazionale Line TV. Art-Arya Ind-ra e Pangina Heals sono le giudici principali dello show, diventando la prima serie del franchise a non essere presentata da RuPaul. 
Il 17 gennaio 2018 vengono annunciati le dieci concorrenti, provenienti da tutta la Thailandia, per essere incoronate le prime Thailand's Next Drag Superstar.
Natalia Pliacam, vincitrice dell'edizione, ricevette come premio 500000 ฿, una corona e uno scettro di Fierce Drag Jewels.

## Concorrenti
I dieci concorrenti che presero parte al reality show furono:
| Concorrente     | Vero nome                | Età | Città                                   | Posizionamento |
| --------------- | ------------------------ | --- | --------------------------------------- | -------------- |
| Natalia Pliacam | Assadayut Khunviseadpong | 37  | Bangkok – Thailandia Centrale           | Vincitrice     |
| Année Maywong   | Thainisorn Hengsuwan     | 30  | Bangkok – Thailandia Centrale           | Finaliste      |
| Dearis Doll     | Supattarapon Kasikam     | 30  | Nakhon Pathom – Thailandia Centrale     | Finaliste      |
| B Ella          | Anothai Ngeesantiae      | 30  | Nakhon Ratchasima – Thailandia del Nord | 4º posto       |
| Amadiva         | Pudthawee Thepkraival    | 24  | Bangkok – Thailandia Centrale           | 5º/6º posto    |
| JAJA            | Angeles R-Jay Carubio    | 34  | Imus – Filippine                        | 5º/6º posto    |
| Petchra         | Panupong Jalruensuk      | 30  | Rayong – Thailandia dell'Est            | 7º posto       |
| Morrigan        | Chaipong Piwpong         | 18  | Bangkok – Thailandia Centrale           | 8º posto       |
| Bunny Be Fly    | Kittameth Seethan        | 25  | Nakhon Ratchasima – Thailandia del Nord | 9º posto       |
| Meannie Minaj   | Meantra Mananya Puengmai | 26  | Phrae – Thailandia del Nord             | 10º posto      |

## Tabella eliminazioni
| Ordine | Episodi  | Episodi  | Episodi  | Episodi | Episodi | Episodi | Episodi | Episodi         |
| Ordine | 1        | 2        | 3        | 4       | 5       | 6       | 7       | 8               |
| ------ | -------- | -------- | -------- | ------- | ------- | ------- | ------- | --------------- |
| 1      | Année    | Natalia  | Année    | Dearis  | Natalia | Dearis  | Année   | Natalia Pliacam |
| 2      | Amadiva  | Amadiva  | Amadiva  | JAJA    | B Ella  | Année   | Natalia | Année Maywong   |
| 3      | B Ella   | Année    | JAJA     | B Ella  | Amadiva | Natalia | Dearis  | Dearis Doll     |
| 4      | Bunny    | Dearis   | Natalia  | Petchra | Dearis  | B Ella  | B Ella  |                 |
| 5      | Dearis   | JAJA     | Petchra  | Année   | Année   | Amadiva |         |                 |
| 6      | JAJA     | Morrigan | B Ella   | Amadiva | JAJA    | JAJA    |         |                 |
| 7      | Natalia  | B Ella   | Dearis   | Natalia | Petchra |         |         |                 |
| 8      | Petchra  | Petchra  | Morrigan |         |         |         |         |                 |
| 9      | Morrigan | Bunny    |          |         |         |         |         |                 |
| 10     | Meannie  |          |          |         |         |         |         |                 |

     La concorrente ha vinto la gara
     La concorrente è arrivata in finale ma non ha vinto la gara
     La concorrente ha vinto la sfida principale e la sfilata
     La concorrente ha vinto la sfida principale
     La concorrente ha vinto la sfilata
     La concorrente figura tra le prime ma non ha vinto la sfida
     La concorrente è salva e accede alla puntata successiva (l'ordine di chiamata è casuale)
     La concorrente figura tra le ultime ma non è a rischio eliminazione
     La concorrente figura tra le ultime ed è a rischio eliminazione
     La concorrente è stata eliminata

## Riassunto episodi

### Episodio 1 -Contestant's Story
Prima TV Thailandia: 15 febbraio 2018
I giudici ospiti della puntata sono Madame Mod, Madeaw & Pa-Tue.
- Mini sfida: Servizio fotografico ricevendo secchiate d'acqua addosso
- Vincitrice mini sfida: Morrigan
- Premio mini sfida: Assegnare ai concorrenti i materiali per la sfida principale
- Sfida principale: Creare un look tre in uno raccontando la storia della vita del concorrente incorporando specifici materiali.
- Vincitrice sfida principale: Année Maywong
- Premio sfida principale: Buono regalo di 50.000฿ da Apex Medical Center
- Concorrenti a rischio eliminazione: Meannie Minaj e Morrigan
- Canzone playback: "Born This Way" di Lady Gaga
- Eliminata: Meannie Minaj
- Messaggio d'addio: "ขอบคุณทุกคนมาก ๆ นะ วันนี้อาจจะยังไม่วันของเรา สู้ๆนะคะ Meannie Minaj"'  (Grazie mille a tutti. Oggi probabilmente non è il mio giorno. Continuate a lottare. Meannie Minaj)

### Episodio 2 -The Power of Love
Prima TV Thailandia: 22 febbraio 2018
I giudici ospiti della puntata sono Marsha Vadhanapanich e Jai Sira
- Mini sfida: Servizio fotografico con luce nera
- Vincitrice mini sfida: Natalia Pliacam
- Premio mini sfida: 30 minuti di tempo invece che 15 per la sfida principale
- Sfida principale: Travestirsi come una sposa e uno sposo per un servizio fotografico
- Vincitrice sfida principale: Natalia Pliacam
- Premio sfida principale: Un paio personalizzato di scarpe da uomo e da donna offerte da Tango per un valore di 30.000฿
- Tema della sfilata: Power of Love (Il potere dell'amore)
- Vincitrice sfilata: Amadiva
- Premio sfilata: Buono regalo di 50.000฿ da Kharities Medical Aesthetic Clinic
- Concorrenti a rischio eliminazione: Petchra e Bunny Be Fly
- Canzone playback: "รักยังไม่ต้องการ" di Marsha Vadhanapanich
- Eliminata: Bunny Be Fly
- Messaggio d'addio: "ฉันยังไม่ตาย สู้ๆ นะจ๊ะ แล้วเจอกันที่สุดขอบโลก ขอบคุณสำหรับความรัก" (Sono ancora viva. Continuate a lottare. Ci vediamo alla fine del mondo. Grazie per il vostro amore)

### Episodio 3 -Curtain to Couture
Prima TV Thailandia: 1 marzo 2018
I giudici ospiti della puntata sono Mae Baan Mee Nuad, Prapakas e Cris Horwang
- Mini sfida: Spettacolo di burattini con fiaba
- Vincitrice mini sfida: Dearis Doll
- Premio mini sfida: Essere la prima a scegliere le tende da usare per la sfida principale e poi nominare chi sceglie successivamente
- Sfida principale: Creare un abito da sera con tende per finestre
- Vincitrice sfida principale: Année Maywong
- Premio sfida principale: Buono regalo di 20.000฿ da KarmaKamet
- Concorrenti a rischio eliminazione: Dearis Doll e Morrigan
- Canzone playback: "O.K.นะคะ" di Katreeya English
- Eliminata: Morrigan
- Messaggio d'addio: "หนูขอบคุณมากนะที่สอนหนู รักมากนะ ♡ บายพี่จ้า จุ๊บๆ" (Grazie per avermi insegnato. Vi amo tantissimo. ♡ Ciao a tutti. XX)

### Episodio 4 -Drag Race Thailand Debut Season Award
Prima TV Thailandia: 8 marzo 2018
I giudici ospiti della puntata sono Ananda Everingham, Sinjai Plengpanich e Pattriya Na Nakorn
- Mini sfida: Servizio fotografico da "tappeto rosa"
- Vincitrice mini sfida: JAJA
- Ospiti durante la mini sfida: Ajirapha "Sabina" Meisinger e Natthaya "Grace" Boonchompaisarn
- Sfida principale: Presentare e accettare i "Drag Race Thailand Debut Season Award"
- Vincitrice sfida principale: Natalia Pliacam
- Premio sfida principale: Una fornitura annuale di prodotti Biore
- Tema della sfilata: Beloved Thai movies (Famosi film thailandesi)
- Vincitrici sfilata: JAJA & Dearis Doll
- Premio sfilata: Una fornitura annuale di ciglia finte Vampye
- Concorrenti a rischio eliminazione: Amadiva e Natalia Pliacam
- Canzone playback: "Dhoom Dhoom" di Tata Young
- Eliminata: Nessuno

### Episodio 5 -Snatch Game
Prima TV Thailandia: 15 marzo 2018
I giudici ospiti della puntata sono Metinee Kingpayom, Polpat Asavaprapha
- Mini sfida: Sfida di insulti
- Vincitrice mini sfida: Amadiva
- Premio mini sfida: Essere la prima a scegliere la seta da usare per la sfilata e poi nominare chi sceglie successivamente
- Sfida principale: Snatch Game
- Tema della sfilata: Creare un outfit fatto con seta thailandese
- Vincitrice sfida principale + sfilata: Natalia Pliacam
- Premio sfida principale + sfilata: Un soggiorno di 3 giorni e 2 notti all'AVANI Garden Room a Pattaya, per un valore 20.000฿
- Concorrenti a rischio eliminazione: Année Maywong, JAJA, Petchra
- Canzone playback: "Toxic" by Britney Spears
- Eliminata: Petchra
- Messaggio d'addio: "พี่นาตาเลีย, แอนเน่, บีเอลล่า, เดียร์ริสดอล (คิดถึงทุกคนนะ) See you, Petchra" (Natalia, Année, B Ella, Dearis Doll (Mi mancherete) Arrivederci, Petchra)

### Episodio 6 -Commercial, Commercial
Prima TV Thailandia: 22 marzo 2018
I giudici ospiti della puntata sono Pavarisa Chumvigrant durante la mini sfida e la sfida principale, e Araya A. Hargate e Ornapa Krisadee durante la sfilata
- Mini sfida: Creare una clip di presentazione per Line Mobile
- Vincitrice mini sfida: B Ella
- Premio mini sfida: Servizio gratuito per 2 anni di "Line Mobile da DTAC" con pacchetto illimitato, e il privilegio di formare le coppie per la sfida principale
- Sfida principale: Girare una parodia di una pubblicità di Line Mobile
- Vincitrici sfida principale: B Ella & Dearis Doll
- Premio sfida principale: Servizio gratuito per 3 anni di "Line Mobile da DTAC" con pacchetto illimitato per le vincitrici, e 1 anno di servizio gratuito per le altre conocorrenti e le presentatrici
- Tema della sfilata: Parodia degli abiti di Araya A. Hargate, e show di benvenuto per i giudici ospiti
- Vincitrice sfilata: Dearis Doll
- Premio sfilata: Buono regalo di Tichin Nintha Krungthep, per un valore 20.000฿
- Concorrenti a rischio eliminazione: Amadiva e JAJA
- Canzone playback: "The Last Song (เพลงสุดท้าย)" di Suda Cheunban
- Eliminate: Amadiva & JAJA
- Messaggio d'addio di Amadiva: "พวกพี่คือยอดมนุษย์ ♡ รักมากนะคะ, Amadiva" (Siete eroi. Vi amo tantissimo ♡, Amadiva)
- Messaggio d'addio di JAJA: "DRTH keep showing the world! Khob Khun Krub! Susu na Kha! Gicci Gicci yaya JAJA!" (DRTH continua a mostrarmi il mondo! Grazie! Continuate a lottare! Gicci Gicci yaya JAJA!)

### Episodio 7 -Twins
Prima TV Thailandia: 29 marzo 2018
I giudici ospiti della puntata sono i concorrenti precedentemente eliminati e DJ Matoom durante la prima sfida principale, i concorrenti precedentemente eliminati e Teerasak Promngoen durante la seconda, e Ploy Chermarn, Utt Uttsada, Chom durante la sfilata
- Mini sfida: Servizio fotografico "di gemelli"
- Vincitrici mini sfida: Année Maywong & Dearis Doll
- Premio mini sfida: Formare le coppie per la prima sfida principale
- Sfida principale 1: Creare outfit da gemelli siamesi usando scatole di Eighteen
- Vincitrici sfida principale 1: Année Maywong (+ Meannie Minaj)
- Premio sfida principale 1: 40.000฿
- Sfida principale 2: Recitare in una scena ispirata da Plerng Phra Nang
- Tema della sfilata: Water Festival (Songkran)
- Vincitrice sfida principale 2 + sfilata: Année Maywong
- Premio sfida principale 2 + sfilata: Buono regalo di 30.000฿ da ERB spa
- Concorrenti a rischio eliminazione: Dearis Doll e B Ella
- Canzone playback: "Crazy in Love" di Beyoncé
- Eliminata: B Ella
- Messaggio d'addio: "ดีใจที่ได้อยู่ครอบครัวนี้ รักทุกคนนะ ♡ ช้างแห่ง DRTH, B Ella" (Sono grata di vivere in questa famiglia. Vi amo tutti ♡ l'elefante di DRTH, B Ella)

### Episodio 8 -Final Runway
Prima TV Thailandia: 5 aprile 2018
- Miss Simpatia: B Ella
- Finaliste: Année Maywong & Dearis Doll
- Vincitrice della stagione 1 di Drag Race Thailand: Natalia Pliacam